# Nevo A05
Nevo A05 – hybrydowy samochód osobowy klasy kompaktowej produkowany pod chińską marką Nevo od 2023 roku.

## Historia i opis modelu

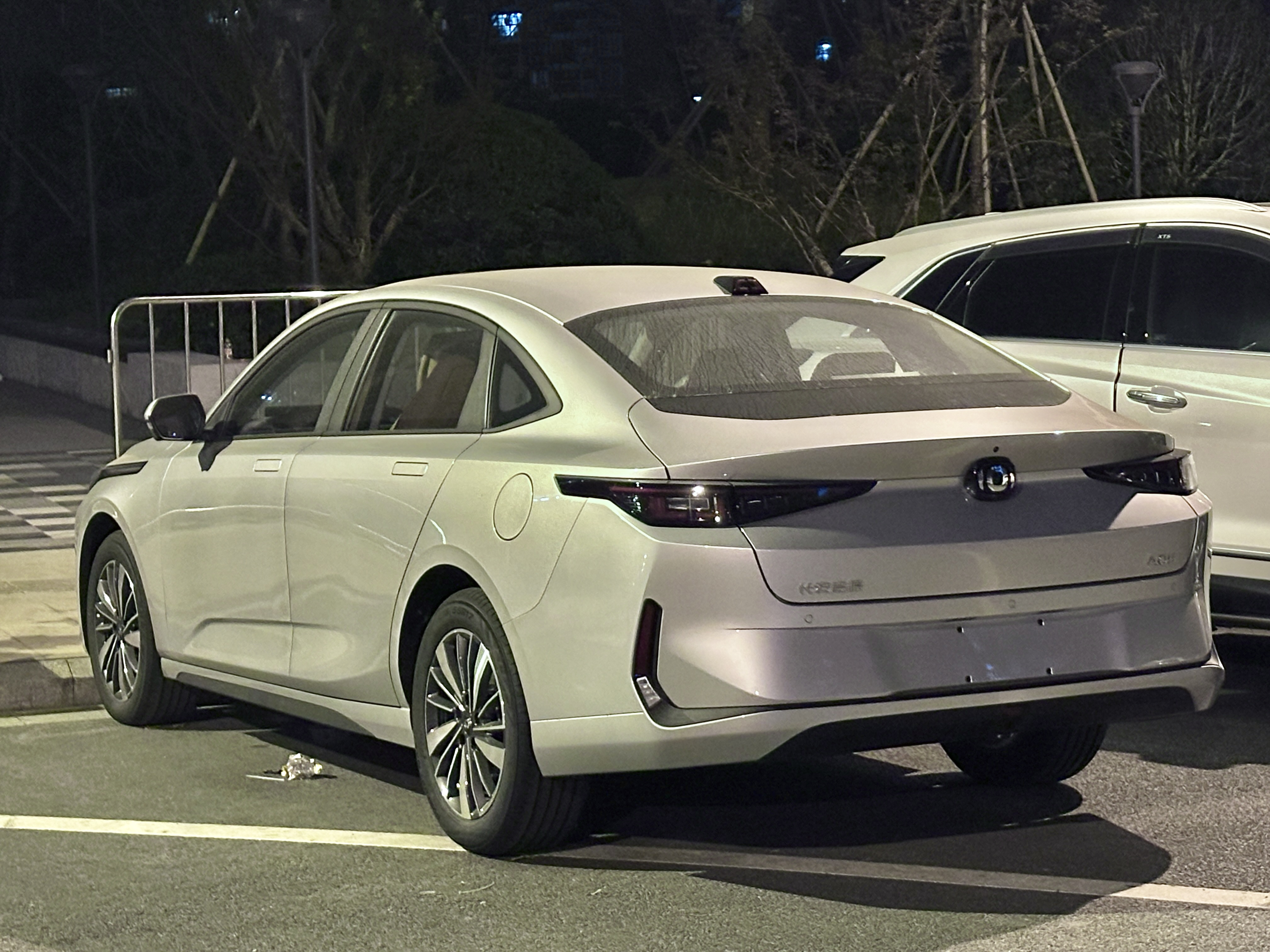
Nevo A05 - tył

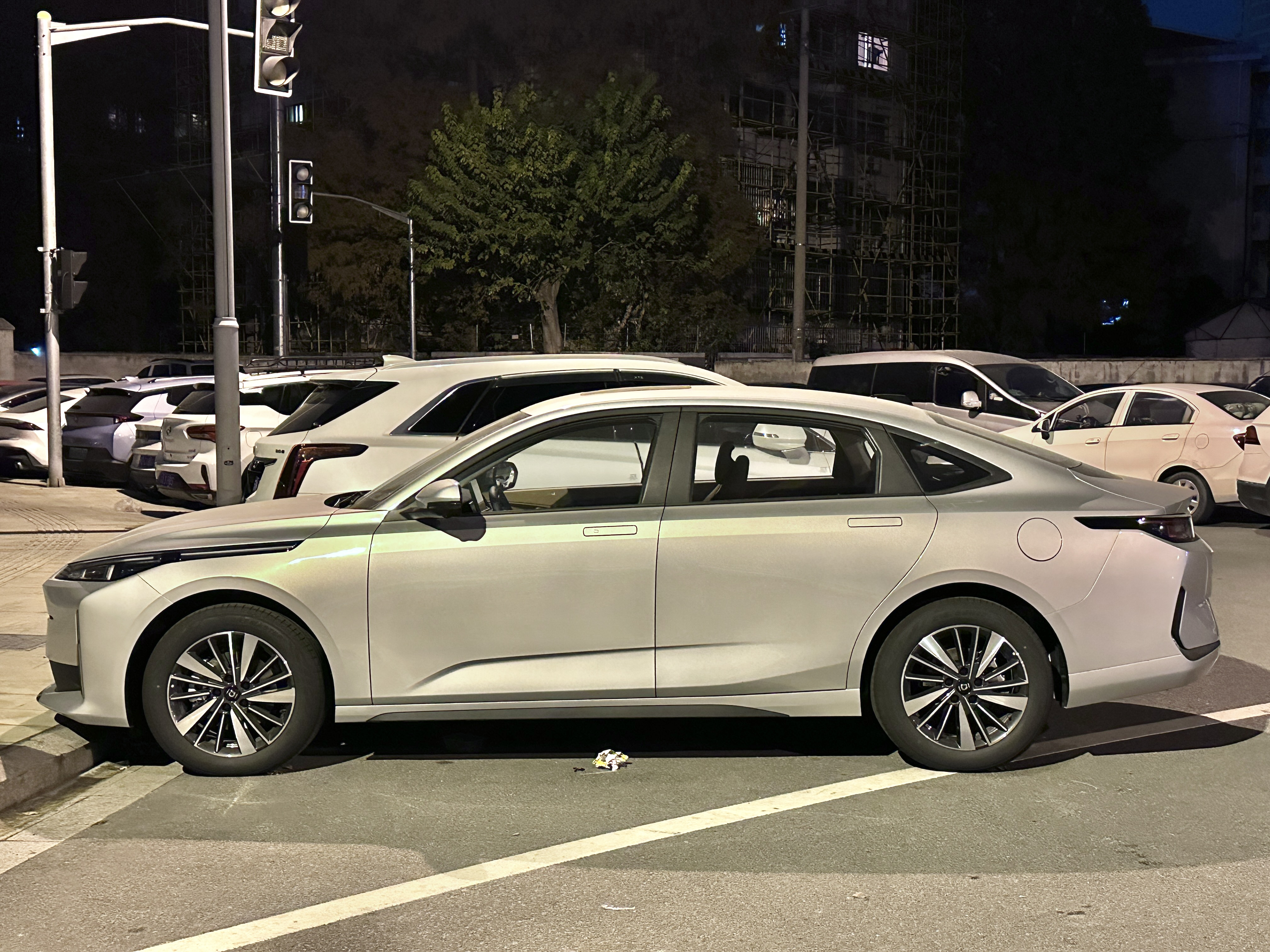
Nevo A05 - sylweetka

Na początku października 2023 Changan, właściciel nowo powstałej marki Nevo, zdecydował się rozbudować jej ofertę modelową także o samochody hybrydowe wywodzące się z portfolio macierzystej firmy. Tym sposobem zadebiutował model Nevo A05, bliźniacza konstrukcja wobec Changana Yida, zachowując wobec niego taką samą stylizację zewnętrzną z wyjątkiem przeprojektowanego pasa przedniego. Zyskał on przeprojektowany układ wlotów powietrza i detali odróżniających od pierwowzoru.
Pozostałe elementy nadwozia pozostały bez zmian, zachowując charakterystyczną sylwetkę z łagodnie opadającą linią dachu, ostro poprowadzoną linią szyb oraz tylnych lamp, a także chowanymi klamkami. Z wyjątkiem innego loga na kierownicy, modyfikacji nie przeszła także kabina pasażerska zachowująca układ z wysuniętymi do góry zegarami oraz pionowym, dotykowym ekranem systemu multimedialnego.

### Sprzedaż
Podobnie jak cała oferta marki Nevo, A05 został zbudowany wyłącznie z myślą o wewnętrznym rynku chińskim. Sprzedaż samochodu rozpoczęła się w drugiej połowie października 2023, z cenami rozpoczynającymi się od pułapu 89 900 juanów za najtańszy wariant oraz 132 900 juanów za najdroższy.

### Dane techniczne
Nevo A05 jest samochodem hybrydowym typu plug-in. Układ napędowy tworzy 108-konny silnik benzynowy o pojemności 1,5 litra, który połączony może zostać z 188-konnym lub 212-konnym silnikiem elektrycznym. Doładowywany akumulator o pojemności 9,07 lub 19 kWh oferuje 70 lub 145 kilometrów zasięgu w pełni elektrycznym trybie.